# Kolva
La Kolva (in russo Колва?) è un fiume della Russia europea settentrionale (Repubblica dei Komi e Circondario Autonomo dei Nenec), affluente di destra della Usa nel bacino della Pečora.

## Corso del fiume
La Kolva nasce oltre il Circolo polare artico sulle alture Janejmusjur, all'interno della Bol'šezemel'skaja Tundra, amministrativamente compresa nel Circondario autonomo dei Nenec.
Il fiume poi punta verso sud con un percorso caratterizzato da ampi meandri, entrando nella Repubblica dei Komi, nei pressi del confine settentrionale della taiga, per poi confluire nel fiume Usa nei pressi dell'insediamento urbano di Parma (vicino alla città di Usinsk) ad una quota di circa 31 m s.l.m..
La Kolva raccoglie le acque degli affluenti Kolvavis, Sandivej (da sinistra) e Charjacha (da destra).
La Kolva è gelata, in media, dalla fine di novembre alla metà di maggio. Al di fuori di questo periodo il fiume è navigabile per 330 km a monte della confluenza con il fiume Usa.

## Idrometria
La portata del fiume Kolva è stata misurata per 19 anni, nel periodo 1975-1993, nei pressi della cittadina di Kolva, a circa 137 km dalla sua confluenza con l'Usa, ad un'altitudine di 39 m s.l.m. L'area di drenaggio a monte del punto di misura è pari a 15.000 km², circa l'83% del bacino idrografico del fiume.
La portata media nel corso dell'anno si attesta a 165 m³/s, distribuita nei vari mesi come da grafico seguente:
Portata m³/s

## Economia e sviluppo
Con la scoperta di giacimenti di petrolio di grandi dimensioni lungo il corso inferiore della Kolva negli anni sessanta e il loro sviluppo negli anni settanta e ottanta, alcuni insediamenti permanentemente abitati sono sorti lungo il fiume per una lunghezza di oltre 150 km a monte della confluenza con l'Usa, come Charjaga (al confine Repubblica dei Komi e Circondario Autonomo dei Nenec) e Verchnekolvinsk, oltre ad un gran numero di insediamenti temporanei.
I giacimenti di petrolio vengono gestiti dalla Lukoil con la partecipazione di imprese straniere, tra cui Total.
Questi insediamenti sono collegati da una strada che parte da Usinsk e attraversa il fiume quattro volte. A circa 6 km dalla confluenza con l'Usa sorge un antico insediamento con lo stesso nome del fiume.

## Inquinamento
A causa dello sfruttamento dei depositi di idrocarburi localizzati all'interno del bacino del fiume, società ambientaliste hanno denunciato la presenza di inquinamento da petrolio nel corso d'acqua.